# Fontainebleau-i szerződés (1528)
A fontainebleau-i szerződés, más szóval francia–magyar szövetség 1528-ban jött létre I. Ferenc francia király és Szapolyai János között. A Habsburg-ház ellen irányuló francia–magyar egyezség mindkét uralkodónak érdekében állott, de a gyakorlatban nem járt együtt tényleges katonai együttműködéssel.

## Nemzetközi háttér
A 16. században a Francia Királyság nehéz külpolitikai helyzetbe került: V. Károly kezében egyesült az Ibériai-félsziget, a Német-római Császárság, Németalföld és Nápoly. 1525 Február 24-én a paviai ütközetben a francia hadsereg súlyos vereséget szenvedett a Habsburgok német–spanyol csapataitól, maga Ferenc király is fogságba esett, kénytelen volt aláírni a madridi békeszerződést. Ferenc március 8-án szabadult, majd bejelentette, hogy az 1526-ban kötött békét nem tartja érvényesnek. Hamarosan létrejött a Habsburg-ellenes cognaci liga, Franciaország, Anglia, a pápai állam, Velence, Firenze és a Milánói Hercegség részvételével.
V. Károly gyorsan beavatkozott, csapatai 1527-ben elfoglalták és teljesen kirabolták Rómát. A „sacco di Roma” hatására a cognaci liga nem átallt az Oszmán Birodalommal szövetségre lépni, amely akkor épp Magyarországon harcolt Károly öccse, I. Ferdinánd osztrák főherceg ellen. Ferenc több vereséget követően béketárgyalásokba kezdett. 1529. augusztus 5-én köttetett meg részben a madridi egyezség mintájára a cambrai-i béke.

## Az 1528-as szerződés
V. Károly és Ferdinánd csapatai 1527-ben Szapolyai ellen vonultak. Utóbbi 1527. augusztus 15-én tényleges ostrom nélkül hagyta el Budát, egészen Tokajig hátrált, ahol néhány ezer landsknecht utolérte és legyőzte csapatait. Szapolyai Debrecenbe, majd Erdélybe menekült. Az Erdélybe szorított Szapolyai újabb bázist próbált kiépíteni, hogy visszavágjon a Habsburgoknak. Pénzbeli segítséget kért Velencétől és a pápától, de nem járt sikerrel. Követét, Hieronym Łaskit I. Ferenchez küldte: korábbi kudarcai után 1528. októberében Fontainebleauben sikerült szövetségre lépnie a francia uralkodóval, I. Ferenccel, pénzügyi és diplomáciai támogatáshoz jutva.
A francia király által 1528. október 28-án aláírt szerződésben ez áll: „a legkeresztényibb király tehetsége szerint segíteni fogja Magyarország királyát országának visszaszerzésében és megbékítésében mind pénzzel, mind egyéb szükséges dologgal, hogy az képes legyen a háború súlyát eltűrni és elviselni; addig pedig most adni fog és valósággal leszámol húszezer arany tallért a háború súlyának elviselésért.” A szerződést magyar részről Szapolyai 1529. szeptember 29-én ellenjegyezte. János király kötelezettséget vállalt arra, hogy a franciákat támogatandó csapatokat küldjön Itáliába. Erre történetesen nem került sor, a katonai együttműködést a cambrai-i béke okafogyottá tette.
A nemzetközi nagypolitikában a törökbarátság bélyegével küzdő Szapolyainak így sikerült egy erős nyugati országgal szövetségre lépnie, míg a Valois-ház szövetségesre talált a Habsburgok háta mögött. A diplomáciai kapcsolat a következő évtizedekben is fennmaradt: János király fiát, János Zsigmondot Franciaország is elismerte Magyarország királyaként.

## Házassági ajánlat
A szövetség eredményeként 1532-ben felmerült a házassággal való megpecsételés is, amelynek értelmében I. János magyar király feleségül venné I. Ferenc francia király egy nőrokonát, a sógorának, II. Henrik navarrai királynak az akkor 18–19 éves húgát, Albret Izabella (Erzsébet) (1513/14–1572) navarrai királyi hercegnőt, Candale-i Anna magyar királyné unokahúgát. A tervezett frigy azonban ismeretlen okok miatt nem jött végül létre.